# LoveDeath
LoveDeath (titre original) est un film d’action japonais, réalisé en 2006 par Ryuhei Kitamura (北村 龍平, Kitamura Ryuhei) et sorti en salles en mai 2007.

## Synopsis
Un soir dans un bar, Sai apprenti Yakusa, tombe amoureux de la belle Sheela. Malheureusement, la jeune femme est la petite amie du chef du puissant clan Kurogane. Trois jours plus tard elle disparaît pour réapparaître au bout de 342 jours. Elle affirme alors à Sai que leurs destins sont liés. Malgré les risques le Yakusa, toujours sous le charme, est bien décidé à suivre la belle.

## Fiche technique
- Titre original : LoveDeath
- Titre français : LoveDeath
- Réalisateur : Ryuhei Kitamura
- Scénario : Isao Kiriyama et Ryuhei Kitamura
- Producteurs : Ryuhei Kitamura, Hidemi Satani (producteur exécutif), assisté de Keishiro Shin, Tsutomu Takahashi et Satoshi Takei
- Production : Suplex Inc.
- Décors : Yuji Hayashida
- Image : Kôji Kanaya
- Montage : Tomoki Nagasaka
- Musique originale : Nobuhiko Morino et Daisuke Yano
- Durée : 158 min
- Format : Couleur 2,35 : 1 – Dolby digital
- Dates de sortie : 
  - Japon : 12 mai 2007
  - France : 17 mai 2007

## Distribution
- Shinji Takeda : Sai
- Nora : Sheela
- Eiichiro Funakoshi
- Kôhei Ôtomo
- Susumu Terajima
- Hiroyuki Ikeuchi
- Riki Takeuchi (V. F. : Frédéric Souterelle) : le mentor

## Autour du film
- LoveDeath est l’adaptation d’un célèbre manga de Tsutomu Takahashi.